# 안신우
안신우(본명: 안성민, 1969년 9월 17일 ~ )는 대한민국의 배우이다.

## 생애
1991년 2월에 뮤지컬 배우 첫 데뷔하였으며 같은 해 1991년 4월에 MBC 공채 탤런트 선발되었지만 그로부터 아직 얼마 되지 않아 군 입대를 하였고 1994년까지 군대에 복무(사병 복무)하였으며 1995년 연극 배우 첫 데뷔하였고 이듬해 1996년 KBS 슈퍼 탤런트 선발대회에서 은상 수상하여 정식 데뷔하였다.

## 학력
- 중앙대학교 영화과 학사

## 경력
- 1991년 MBC 공채 20기 탤런트
- 1996년 KBS 공채 18기 탤런트

## 출연

### 방송

#### 드라마
- 1991년 MBC 《한지붕 세가족》
- 1996년 KBS 2TV 《슈팅》 - 한강대 축구부원 역
- 1997년 KBS 2TV 《욕망의 바다》
- 1997년 KBS 2TV 《첫사랑》 - 성찬혁의 하급자 후임병 역
- 1997년 KBS 1TV 《용의 눈물》
- 1997년 KBS 2TV 《파랑새는 있다》
- 1998년 KBS 2TV 《싱싱 손자병법》
- 2000년 KBS 1TV 《왕과 비》 - 김자원 역
- 2001년 경인방송 《해바라기 가족》
- 2002년 SBS 《야인시대》 - 박인석 역
- 2003년 EBS 1TV 《역사극장》
- 2004년 KBS 1TV 《무인시대》 - 김취려 역
- 2005년 MBC 《추리다큐 별순검》 - 송 별감 역
- 2006년 KBS 1TV 《서울 1945》 - 장우석 역
- 2006년 KBS 1TV 《대조영》 - 이현 역
- 2006년 KBS 1TV 《KBS TV 문학관 - 등신불》
- 2007년 수퍼액션 《도시괴담 데자뷰 2》
- 2008년 KBS 2TV 《대왕 세종》 - 효령대군 역
- 2010년 KBS 1TV 《근초고왕》 - 부여민 역
- 2012년 KBS 2TV 《KBS 드라마 스페셜 연작 시리즈 - 아모레미오》 - 최정만 역
- 2013년 KBS 1TV 《대왕의 꿈》 - 보장왕 역
- 2013년 KBS2 《KBS 드라마 스페셜 - 불침번을 서라》 - 아파트 주민 역
- 2014년 KBS 2TV 《KBS 드라마 스페셜 - 돌날》 - 강호 역
- 2016년 KBS 1TV 《장영실》 - 최만리 역
- 2016년 MBC 《옥중화》 - 포도청 종사관 역
- 2017년 SBS 《사임당, 빛의 일기》 - 백인걸 역
- 2019년 MBC 《이몽》 - 켄타 역
- 2021년 KBS 2TV 《달이 뜨는 강》 - 김평지 역
- 2025년 KBS 2TV 《여왕의 집》 - 구진상 역(44회 특별출연)

#### 시트콤
- 1998년 KBS 2TV 《행복을 만들어 드립니다》
- 2000년 MBC 《점프》

#### 라디오
- 2015년 EBS FM 《EBS 책 읽는 라디오 낭독 시리즈》

### 영화
- 2007년 《두 사람이다》 - 홍재선 역
- 2009년 《오감도》
- 2021년 《이리와 독바로 안아줘》

### 공연

#### 연극
- 2000년 《붉은 산》 - 삵이 정익호 역
- 2012년 《딱 일주일만 만나줘》 - 마르탱 역
- 2014년 《주그리 우스리》 - 천왕차사 역

#### 뮤지컬
- 2005년 《뮤직 인 마이 하트》
- 2006년 《뮤직 인 마이 하트》
- 2007년 《두 사람이다》
- 2008년 《실연남녀》
- 2008년 《사랑해도 될까요?》
- 2008년 《사랑은 비를 타고》
- 2009년 《달마야 놀자》
- 2009년 《위대한 SHOW》
- 2010년 《사랑을 이루어 드립니다》

## 연출

### 공연

#### 연극
- 2012년 《노이즈 오프》

## 수상
- 1996년 KBS 슈퍼 탤런트 은상